# خليفة بابكر
خليفة بابكر ندياي لاعب كرة قدم دولي قطري من أصل سنغالي . يلعب حالياً في نادي الغرافة.

## مسيرة اللاعب
لعب سابقاً في أندية الخريطيات والجيش و نادي الدحيل ونادي الخور ونادي السيلية ونادي أم صلال ونادي الغرافة.

## روابط خارجية
- خليفة أبو بكر على موقع Soccerway.com (الإنجليزية)
- خليفة أبو بكر على موقع عالم كرة القدم.نت (الإنجليزية)